# 세처피그미쥐
세처피그미쥐(Mus setzeri)는 쥐과 생쥐속에 속하는 설치류의 일종이다. 보츠와나와 나미비아, 잠비아에서 발견된다. 자연 서식지는 건조 사바나 지역과 강가, 민물 호수, 간헐적 담수호 등이다.